# Virginia Slims of Chicago 1991
Virginia Slims of Chicago 1991 — жіночий тенісний турнір, що проходив на закритих кортах з килимовим покриттям UIC Pavilion у Чикаго (штат Іллінойс, Сполучені Штати Америки|США). Належав до турнірів 2-ї категорії в рамках Туру WTA 1991. Відбувсь удвадцяте і тривав з 11 до 17 лютого 1991 року. Перша сіяна Мартіна Навратілова здобула титул в одиночному розряді, свій одинадцятий на цьому турнірі, й отримала 70 тис. доларів США, а також 300 рейтингових очок.

## Фінальна частина

### Одиночний розряд
Мартіна Навратілова —  Зіна Гаррісон-Джексон 6–1, 6–2
- Для Навратілової це був 1-й титул в одиночному розряді за сезон і 153-й — за кар'єру.

### Парний розряд
Джиджі Фернандес /  Яна Новотна —  Мартіна Навратілова /  Пем Шрайвер 6–2, 6–4